# Isabel Teresa de Borbón-Condé
Isabel Teresa Alejandra de Borbón (en francés: Élisabeth Thérèse Alexandrine de Bourbon),París (Hôtel de Condé), 5 de septiembre de 1705-París, 15 de abril de 1765), fue una de las hijas de Luis de Borbón y de su esposa Luisa Francisca de Borbón, hija mayor sobreviviente legitimada del rey Luis XIV de Francia y de su amante Madame de Montespan.

## Biografía
Fue la hija menor y el penúltimo hijo de Luis III de Borbón-Condé y de su esposa Luisa Francisca de Borbón. Su padre era nieto del Le Grand Condé y su madre era hija legitimada del rey Luis XIV y de Madame de Montespan. Fue nombrada en honor de su hermana mayor, Luisa Isabel y de su tío Luis Alejandro de Borbón. Desde su nacimiento, recibió el título de Mademoiselle de Gex, pero más tarde se le daría el título de cortesía de Mademoiselle de Sens. Como princesa de sangre, gozaba el estilo de Su Alteza Serenísima.
Como la mayoría de sus hermanas, nunca se casó ni desempeño un papel político muy importante. Si bien, fue considerada como una posible esposa para su primo, Luis, duque de Orleans, pero su tía, la orgullosa duquesa de Orleans, quería una novia más prestigiosa para su hijo. Fue una gran amiga de la amante más famosa del rey, Madame de Pompadour, que había sido traída a la corte por su hermana, Luisa Isabel.
Era dueña de muchas tierras y residencias privadas fuera de la capital. En 1734, compró el Hotel de Noirmoutier, en París. También compró muchas de las tierras que rodeaban al hotel y amplió considerablemente la propiedad. 

## Últimos años
A su muerte, había acumulado una gran fortuna de las antiguas pensiones originalmente asignados a su prima, Mademoiselle de Maine, posteriormente Princesa de Mónaco. (1707-1743). Su sobrino, Luis José de Borbón, fue su heredero. Fue enterrada en el convento carmelita de Saint-Jacques en París.

## Títulos y honores
- 5 de septiembre de 1705; 15 de abril de 1765 Su Alteza Serenísima Mademoiselle de Gex (en algún momento indeterminado de su juventud cambió a Mademoiselle de Sens)."Madeomoiselle de Gex"